# Permering (Taufkirchen)
Permering (früher auch Perngering) ist ein Gemeindeteil der Gemeinde Taufkirchen (Vils) im Landkreis Erding in Oberbayern.

## Lage
Das Dorf Permering liegt in der Gemarkung Hofkirchen an der Kreisstraße ED27, in der Luftlinie fünf Kilometer südwestlich des Wasserschlosses Taufkirchen.

## Geschichte
Permering war Standort des hölzernen Edelsitzes Permering, bis dieser um 1750 durch den heute noch gut erhaltenen Krüppelwalmdachbau des Permeringer Hofs abgelöst wurde. Er ist in den Listen der Burgen, Schlösser und Edelsitze im Isental und der Burgen und Schlössern in Oberbayern aufgeführt.
Um 1849/50 kam es zur Grundrentenüberweisung von den Gütern „Seiner Königlichen Hoheit Herzog Maximilian von Bayern“ zu Permering und Thann.

## Bevölkerungsentwicklung
Die Ortschaft hatte um 1855 elf Häuser. Um 1871 gab es in Permering 53 Einwohner. In der Nachkriegszeit des Zweiten Weltkriegs stieg die Bevölkerungszahl vorübergehend auf über 70 Einwohner. Im Mai 1987 lebten dort 44 Einwohner in zwölf Wohngebäuden, von denen eins in zwei Wohnungen aufgeteilt war.
| Jahr      | 1871 | 1925 | 1950 | 1970 | 1987 |
| Einwohner | 53   | 55   | 72   | 53   | 44   |

## Berühmte Personen

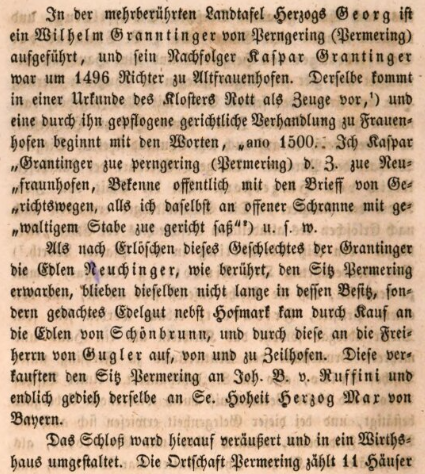
Hofmark Hörgersdorf und Permering. In: Bernh(ard) Zöpf: Historisch-topographische Beschreibung des k. Landgerichts Erding. Frz. Datterer Verlag, Freysing, 1855

- Wilhelm Granntinger von Perngering (Permering)
- Kaspar Granntinger (um 1496), Richter in Altfauenhofen